# Гімпаць (комуна)
Гімпаць, Гімпаці (рум. Ghimpați) — комуна у повіті Джурджу в Румунії. До складу комуни входять такі села (дані про населення за 2002 рік):
- Валя-Плопілор (645 осіб)
- Гімпаць (2557 осіб)
- Копачу (1104 особи)
- Найпу (1826 осіб)

Комуна розташована на відстані 35 км на південний захід від Бухареста, 36 км на північний захід від Джурджу.

## Населення
За даними перепису населення 2002 року у комуні проживали 6132 особи.
Національний склад населення комуни:
| Національність | Кількість осіб | Відсоток |
| -------------- | -------------- | -------- |
| румуни         | 5641           | 92,0%    |
| цигани         | 491            | 8,0%     |

Рідною мовою назвали:
| Мова      | Кількість осіб | Відсоток |
| --------- | -------------- | -------- |
| румунська | 6002           | 97,9%    |
| циганська | 129            | 2,1%     |
| угорська  | 1              | < 0,1%   |

Склад населення комуни за віросповіданням:
| Релігія            | Кількість осіб | Відсоток |
| ------------------ | -------------- | -------- |
| православні        | 6060           | 98,8%    |
| лютерани           | 19             | 0,3%     |
| п'ятдесятники      | 14             | 0,2%     |
| бретрени           | 12             | 0,2%     |
| адвентисти         | 3              | < 0,1%   |
| старообрядці       | 2              | < 0,1%   |
| греко-католики     | 1              | < 0,1%   |
| не вказали релігію | 15             | 0,2%     |